# Friedrich Latendorf
Johann Friedrich Theodor Latendorf, född den 6 november 1831 i Neustrelitz, död den 1 maj 1898 i Schönberg, var en tysk filolog.
Latendorf studerade 1849–1853 filologi i Göttingen och blev därefter lärare vid Gymnasium Friedericianum i Schwerin. År 1861 blev han överlärare och 1873 professor. Från 1877 var han även privatdocent i statsvetenskaper och estetik vid Berlins universitet. Åren 1873–1880 höll Latendorf också föreläsningar över litteraturhistoria vid Victoria-Lyceum i Berlin.